# Божацин (Великопольське воєводство)
Божацин (пол. Bożacin, нім. Bosenstein) — село в Польщі, у гміні Кротошин Кротошинського повіту Великопольського воєводства.
Населення — 463 особи (2011).
У 1975-1998 роках село належало до Каліського воєводства.

## Демографія
Демографічна структура станом на 31 березня 2011 року:
|          | Загалом | Допрацездатний вік | Працездатний вік | Постпрацездатний вік |
| -------- | ------- | ------------------ | ---------------- | -------------------- |
| Чоловіки | 229     | 60                 | 147              | 22                   |
| Жінки    | 234     | 52                 | 136              | 46                   |
| Разом    | 463     | 112                | 283              | 68                   |